# Alexandre de Chaumont

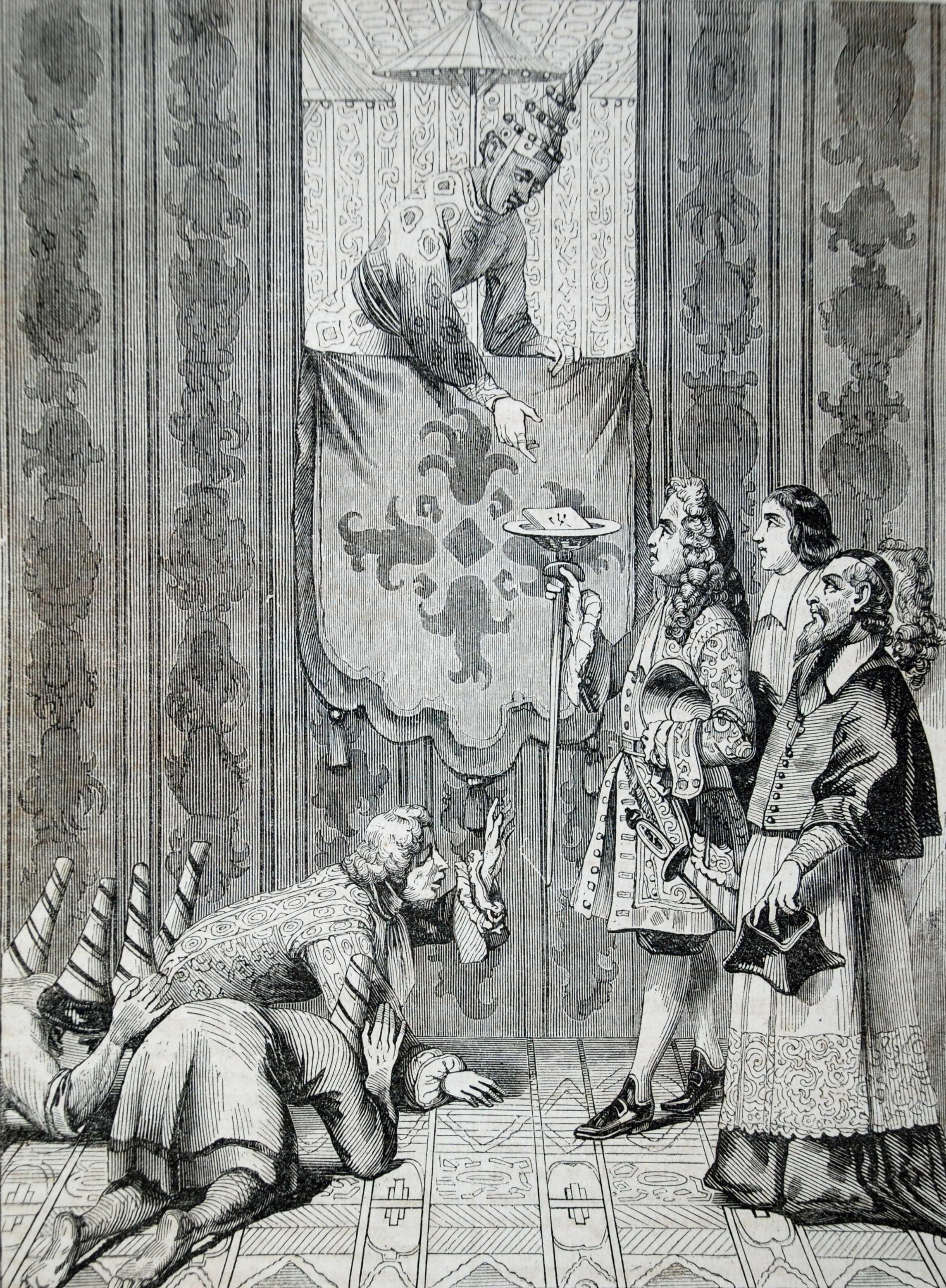
Alexandre de Chaumont bei einer feierlichen Audienz, Siam, 18. Oktober 1685.

Alexandre de Chaumont (Alexandre II. de Chaumont; * 1640 in Paris; † 28. Januar 1710 ebenda) war ein französischer Marineoffizier und der erste französische Gesandte am Hofe von Siam in Ayutthaya.

## Leben
Alexandre II. de Chaumont war der Sohn von Alexandre I. de Chaumont und dessen Frau Isabelle du Bois-des-Coeurs. Er nahm zunächst eine militärische Karriere auf. Er wurde 1671 Schiffskapitän und wenig später (1672) Major der französischen Marine in der Levante. Zwischen 1685 und 1686 war er Gesandter des französischen Königs Ludwig XIV. am Hof von König Narai (reg. 1656 bis 1688) in Siam. In seiner Begleitung nach Siam befanden sich der katholische Abbé de Choisy, der Jesuit Guy Tachard und Pater Bénigne Vachet von der Pariser Mission. Sie hatten zum Ziel, König Narai zum Katholizismus zu bekehren und mit ihm das gesamte Volk der Siamesen. Die Bekehrung gelang nicht, auch weil die Siamesen seit Anbeginn Buddhisten waren. Ein weiteres Ziel, der Abschluss eines Handelsvertrages, gelang ihm jedoch, auch mit der Unterstützung des griechischen Kanzlers Constantine Phaulkon, der ein Günstling von König Narai war. So konnte Frankreich in Phuket Zinn abbauen. Zu den Gefährten auf seiner Rückfahrt nach Frankreich 1686 gehörten Kosa Pan (der erste Gesandte Siams in Frankreich) und dessen Begleiter.
Am 3. Januar 1689 heiratete Chaumont Jeanne de La Guérinière, mit der er einen Sohn, Alexandre III. Charles de Chaumont, hatte.

## Werk
Chaumont verfasste einen Bericht über seine Erlebnisse in Siam: Relation de l’ambassade de Monsieur le chevalier de Chaumont à la Cour du Roy de Siam, avec ce qui s’est passé de plus remarquable durant son voyage. Paris: Arnoult Seneuse et Daniel Horthemels, 1686. Er wurde 1733 in Paris neu herausgegeben.